# Park Young-soo
Park Young-soo ((박영수?); 18 gennaio 1959) è un ex calciatore sudcoreano, di ruolo portiere.